# 해포석

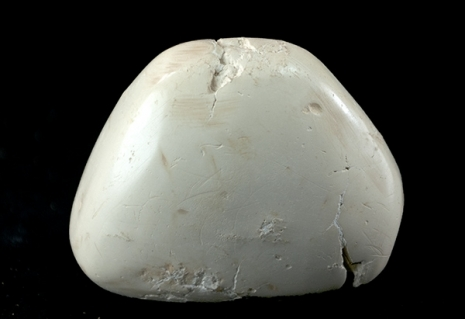

해포석(海泡石, 독일어: Sepiolite)은 점토광물의 일종이다. 마그네슘 규산염으로 화학식은 Mg4Si6O15(OH)2·6H2O이다. 섬유질, 미세미립질, 고체 덩어리 등의 형태로 존재한다.